# HMS Gipsy (H63)
HMS Gipsy (H63) là một tàu khu trục lớp G được chế tạo cho Hải quân Hoàng gia Anh Quốc vào giữa những năm 1930. Nó trải qua phần lớn thời gian trước chiến tranh phục vụ cùng Hạm đội Địa Trung Hải, và không lâu sau khi Chiến tranh Thế giới thứ hai nổ ra, nó được điều về quần đảo Anh hộ tống tàu bè tại vùng biển nhà. Không đầy một tháng sau đó, vào ngày 21 tháng 11 năm 1939, nó trúng phải một quả mìn bên ngoài cảng Harwich và bị đắm với tổn thất 30 thành viên thủy thủ đoàn thiệt mạng. Xác tàu đắm của nó được tháo dỡ dần trong chiến tranh.

## Thiết kế và chế tạo
Gipsy có trọng lượng choán nước tiêu chuẩn 1.350 tấn Anh (1.370 t), và lên đến 1.883 tấn Anh (1.913 t) khi đầy tải. Nó có chiều dài chung 323 foot (98,5 m), mạn thuyền rộng 33 foot (10,1 m) và độ sâu của mớn nước là 12 foot 5 inch (3,8 m). Nó được dẫn động bởi hai turbine hơi nước Parsons truyền động ra hai trục chân vịt, sản sinh tổng công suất 34.000 mã lực càng (25.000 kW), cho phép nó đạt tốc độ tối đa 36 hải lý trên giờ (67 km/h; 41 mph). Hơi nước được cung cấp bởi ba nồi hơi ống nước Admiralty. Gipsy có thể mang theo tối đa 470 tấn Anh (480 t) dầu đốt, cho phép một tầm hoạt động tối đa 5.530 hải lý (10.240 km; 6.360 mi) ở tốc độ 15 hải lý trên giờ (28 km/h; 17 mph). Thành phần thủy thủ đoàn của nó bao gồm 137 sĩ quan và thủy thủ.
Con tàu được trang bị bốn khẩu pháo QF 4,7 inch (120 mm) Mk. XII L/45 trên các tháp pháo nòng đơn. Cho mục đích phòng không, Gipsy có hai khẩu đội súng máy 0,5 in (13 mm) Mk.III bốn nòng. Nó còn có hai bệ ống phóng ngư lôi bốn nòng trên mặt nước dành cho ngư lôi 21 in (530 mm). Một đường ray thả mìn sâu và hai máy phóng được trang bị; ban đầu nó mang theo 20 quả mìn sâu, nhưng được tăng lên 35 quả không lâu sau khi chiến tranh bắt đầu.
Gipsy được đặt hàng vào ngày 5 tháng 3 năm 1934 trong Chương trình Chế tạo Hải quân 1933. Nó được đặt lườn vào ngày 4 tháng 9 năm 1934 tại xưởng tàu của hãng Fairfield Shipbuilding and Engineering ở Govan, Scotland; được hạ thủy vào ngày 7 tháng 11 năm 1935 và hoàn tất vào ngày 22 tháng 2 năm 1936 với chi phí 250.364 Bảng Anh, không tính đến các thiết bị do Bộ Hải quân Anh cung cấp như vũ khí, đạn dược và thiết bị thông tin liên lạc.

## Lịch sử hoạt động
Ngoài một giai đoạn ngắn được phân về Chi hạm đội Khu trục 20 trực thuộc Hạm đội Nhà sau khi nhập biên chế, Gipsy trải qua hầu hết thời gian trước chiến tranh phục vụ cùng Chi hạm đội Khu trục 1 thuộc Hạm đội Địa Trung Hải. Nó được tái trang bị tại xưởng tàu Devonport từ ngày 2 tháng 6 đến ngày 30 tháng 7 năm 1938.
Khi Chiến tranh Thế giới thứ hai nổ ra vào tháng 9 năm 1939, Gipsy được bố trí cùng Chi hạm đội Khu trục 1 để tuần tra chống xâm nhập tại khu vực Đông Địa Trung Hải, đặt căn cứ tại Alexandria. Nó cùng toàn bộ chi hạm đội được chuyển thuộc quyền Bộ chỉ huy Tiếp cận phía Tây đặt căn cứ tại Plymouth vào tháng 10. Vào ngày 12 tháng 11, nó va chạm với tàu chị em HMS Greyhound trên đường đi Harwich để gia nhập đơn vị mới, Chi hạm đội Khu trục 22, nhưng chỉ bị hư hại nhẹ. Con tàu đã cứu vớt ba thành viên đội bay Đức ngoài khơi cảng Harwich vào ngày 21 tháng 11, và đã quay về cảng để bàn giao tù binh cho Lục quân. Chiều tối ngày hôm đó, nó lên đường cùng với HMS Griffin, HMS Keith và HMS Boadicea để tuần tra tại Bắc Hải. Bên ngoài cảng, nó trúng phải một quả mìn từ tính phía giữa tàu, có thể được rải bởi chiếc máy bay mà đội bay đã được nó cứu vớt, và bị chìm ở tọa độ 51°57′B 1°19′Đ / 51,95°B 1,317°Đ. Ba mươi thành viên thủy thủ đoàn, bao gồm hạm trưởng, đã bị thiệt mạng. 115 người sống sót được các tàu khu trục khác cứu vớt.
Xác tàu đắm nằm ở tư thế thăng bằng trên đáy biển, chỉ với cầu tàu nhìn thấy đước trên mặt nước khi thủy triều cao, nhưng nó chặn mất luồng ra vào cảng. Chỉ còn lại những tấm thép bung ra nối liền hai phần chính của con tàu, chúng được cắt bằng chất nổ khi việc trục vớt được tiến hành không lâu sau đó. Hai phần rời ra của xác tàu được trục vớt bằng xà lan nổi và được tháo dỡ sau đó; 750 tấn Anh (760 t) sắt vụn và 38 tấn Anh (39 t) kim loại màu đã được thu hồi trong giai đoạn từ tháng 6 năm 1940 đến tháng 2 năm 1944.